# DRAM (rapper)
DRAM (acronimo per Does Real-Ass Music), pseudonimo di Shelley Marshaun Massenburg-Smith (Landstuhl, 3 agosto 1988), è un rapper e cantante statunitense.

## Biografia
DRAM si è fatto conoscere con la hit Broccoli, una collaborazione con Lil Yachty certificata ottuplo platino dalla Recording Industry Association of America e arrivata nella top five della Billboard Hot 100. Si tratta del singolo d'apertura del primo album in studio Big Baby DRAM (2016), classificatosi al 19º posto della Billboard 200 e certificato oro per le 500 000 unità equivalenti accumulate.
Ha in seguito pubblicati i dischi Shelley FKA DRAM (2021), What Had Happened Was... (2022) e DRAM&B (2024).

## Discografia

### Album in studio
- 2016 – Big Baby DRAM
- 2021 – Shelley FKA DRAM
- 2022 – What Had Happened Was...
- 2024 – DRAM&B

### EP
- 2015 – #1Epic EP
- 2023 – Black Santa

### Singoli
- 2016 – Broccoli (feat. Lil Yachty)
- 2016 – Cute
- 2016 – Cash Machine
- 2017 – Gilligan (feat. ASAP Rocky & Juicy J)
- 2017 – The Uber Song
- 2017 – Group Thang
- 2017 – Ill Nana (feat. Trippie Redd)
- 2017 – Crumbs (con Playboi Carti)
- 2017 – #1HappyHoliday
- 2017 – Cakin' (con Yogi e Lady Leshurr)
- 2018 – That's a Girls Name
- 2018 – Prototype
- 2018 – Put You On (con Amber Mark)
- 2018 – Time of My Life (con Key! e Kenny Beats)
- 2019 – Litmas
- 2021 – Do You Got Moxie? (con Young Roc)
- 2021 – Gifts
- 2022 – Aight (con Westside Boogie)
- 2022 – Chocolate Covered Strawberries
- 2022 – Soulmate (con City Fidelia)
- 2022 – I Want You but You'll Never Know (con Rory e Alex Isley)
- 2022 – Wham
- 2023 – Bonus Fantasy (con Attnwh0re)
- 2023 – Conflicted (con Zya)
- 2023 – Summer Nights (con Will Hill)
- 2024 – When She Call (feat. Ellis Quinn)
- 2024 – Marry Me
- 2024 – Westside (con Jay Worthy e Dam Funk)
- 2024 – FWM (con Aryeè the Gem)